# Literatura manx

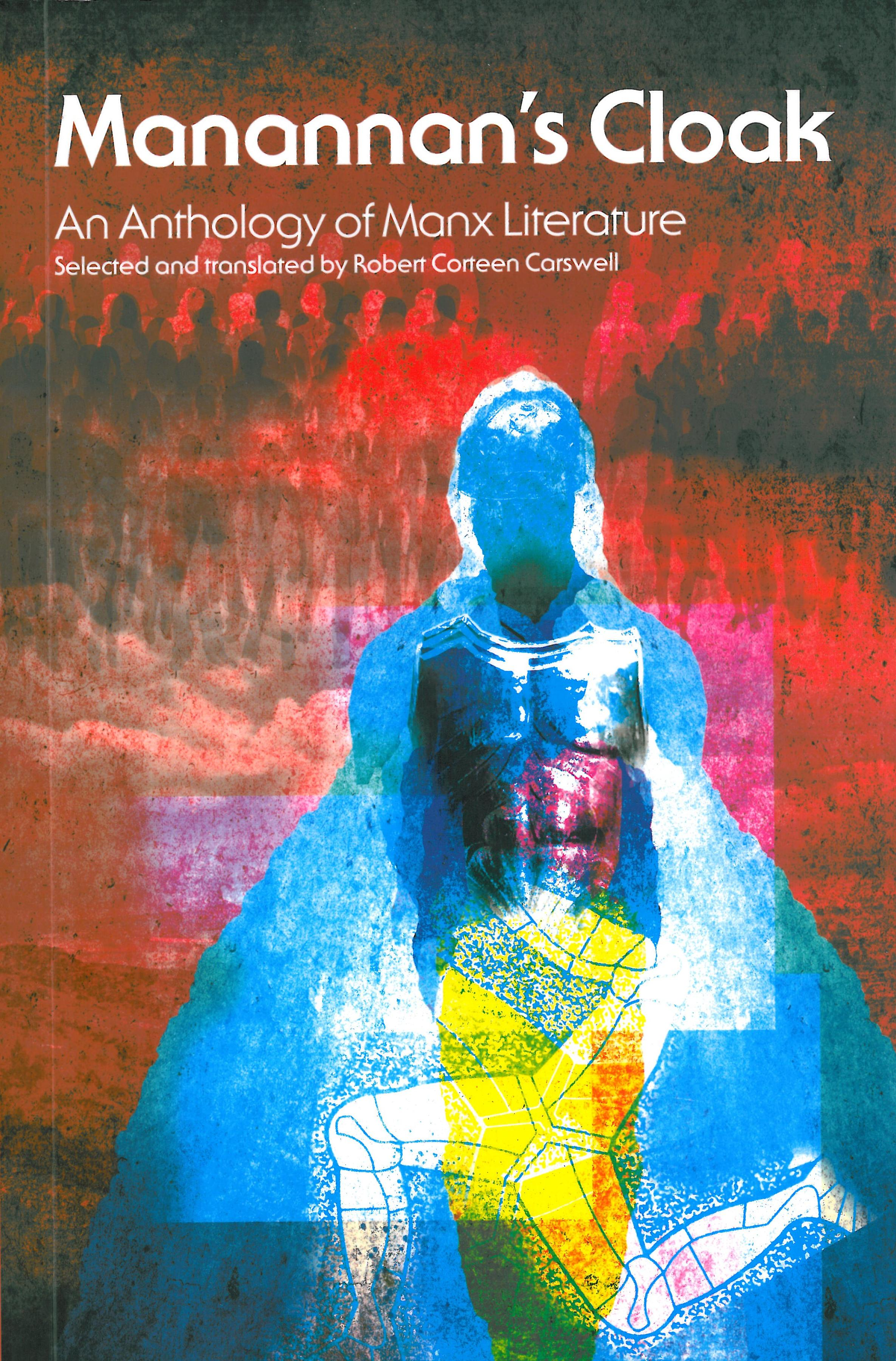
'Manannan's Cloak: An Anthology of Manx Literature' editado por Robert Corteen Carswell

A Literatura manx é a literatura da Língua manesa. O mais antigo texto datável em manês (preservado no século XVIII a partir de manuscritos), é uma história poética da Ilha de Man a começar pela introdução do cristianismo, data do século XVI.
O cristianismo tivera uma enorme influência sobre a literatura manesa. A literatura religiosa era comum; o Livro de Oração Comum e a Bíblia foram traduzidos para o manx nos séculos XVII e XVIII. A primeira Bíblia impressa em manx foi entre 1771 e 1775 e é a fonte padrão para a moderna ortografia manesa. A tradução ocorreu de forma coletiva empreendida pela maioria dos clérigos de Manx sob a direção de Philip Moore. Outras edições foram feitas, em 1777 e 1819.
A primeira obra impressa em manx, Coyrle Sodjeh, data de 1707: uma tradução do Livro de Orações catecista em inglês pelo Bispo Thomas Wilson.
Pargys Caillit era uma versão resumida em manês de Paraíso Perdido por John Milton publicado em 1796 por Thomas Christian, vigário de Marown.
Edward Faragher, (Neddy Beg Hom Ruy, 1831–1908) de Cregneash foi considerado o último escritor nativo importante da língua manesa. A partir dos 26 anos de idade, ele escreveu poesia, muitas vezes de assuntos religiosos, alguns dos quais foram impressas em Mona's Herald and the Cork Eagle.
Algumas de suas histórias são reminiscências de sua vida como pescador, e em 1901 Skeealyn Aesop, traduções selecionadas das fábulas de Esopo, foram publicadas.
Com o renascimento da língua Manx, uma nova literatura tem aparecido, incluindo Contoyryssyn Ealish ayns Cheer ny Yindyssyn traduções em manês de Alice no País das Maravilhas por Brian Stowell, publicado em 1990. Em março de 2006, a primeira novela em Manx foi publicada: Dunveryssyn yn Tooder-Folley, também por Brian Stowell.